# Carlos Murilo Felício dos Santos
Carlos Murilo Felício dos Santos (Diamantina, 13 de maio de 1927) é um político brasileiro do estado de Minas Gerais. Foi deputado estadual em Minas Gerais, pelo PSD, durante o período de 1955 a 1959 (3ª legislatura).

Foi também deputado federal por Minas Gerais e ex-secretário de Estado do Governo José Aparecido de Oliveira, em Brasília. É primo-irmão do ex-presidente Juscelino Kubitschek.